# Oğulcan Ülgün
Oğulcan Ülgün (Bakırköy, 11 maggio 1998) è un calciatore turco, centrocampista del Konyaspor.

## Caratteristiche tecniche
È un mediano.

## Carriera

### Club
Nella stagione 2021-2022 gioca nella prima divisione turca con il Konyaspor.

### Nazionale
Il 23 marzo 2019 ha debuttato con la nazionale turca Under-21 in occasione del match di qualificazione per gli Europei 2021 vinto 2-1 contro l'Albania.

## Statistiche
Statistiche aggiornate al 4 aprile 2019.

### Cronologia presenze in nazionale
| Cronologia completa delle presenze e delle reti in nazionale ― Bosnia ed Erzegovina under 21 | Cronologia completa delle presenze e delle reti in nazionale ― Bosnia ed Erzegovina under 21 | Cronologia completa delle presenze e delle reti in nazionale ― Bosnia ed Erzegovina under 21 | Cronologia completa delle presenze e delle reti in nazionale ― Bosnia ed Erzegovina under 21 | Cronologia completa delle presenze e delle reti in nazionale ― Bosnia ed Erzegovina under 21 | Cronologia completa delle presenze e delle reti in nazionale ― Bosnia ed Erzegovina under 21 | Cronologia completa delle presenze e delle reti in nazionale ― Bosnia ed Erzegovina under 21 | Cronologia completa delle presenze e delle reti in nazionale ― Bosnia ed Erzegovina under 21 |
| Data                                                                                         | Città                                                                                        | In casa                                                                                      | Risultato                                                                                    | Ospiti                                                                                       | Competizione                                                                                 | Reti                                                                                         | Note                                                                                         |
| -------------------------------------------------------------------------------------------- | -------------------------------------------------------------------------------------------- | -------------------------------------------------------------------------------------------- | -------------------------------------------------------------------------------------------- | -------------------------------------------------------------------------------------------- | -------------------------------------------------------------------------------------------- | -------------------------------------------------------------------------------------------- | -------------------------------------------------------------------------------------------- |
| 23-3-2019                                                                                    | Elbasan                                                                                      | Albania under 21                                                                             | 1 – 2                                                                                        | Turchia under 21                                                                             | Qual. Europeo Under-21 2021                                                                  | -                                                                                            | 90+1’                                                                                        |
| Totale                                                                                       |                                                                                              | Presenze                                                                                     | 1                                                                                            |                                                                                              | Reti                                                                                         | 0                                                                                            |                                                                                              |